# Christine Maier

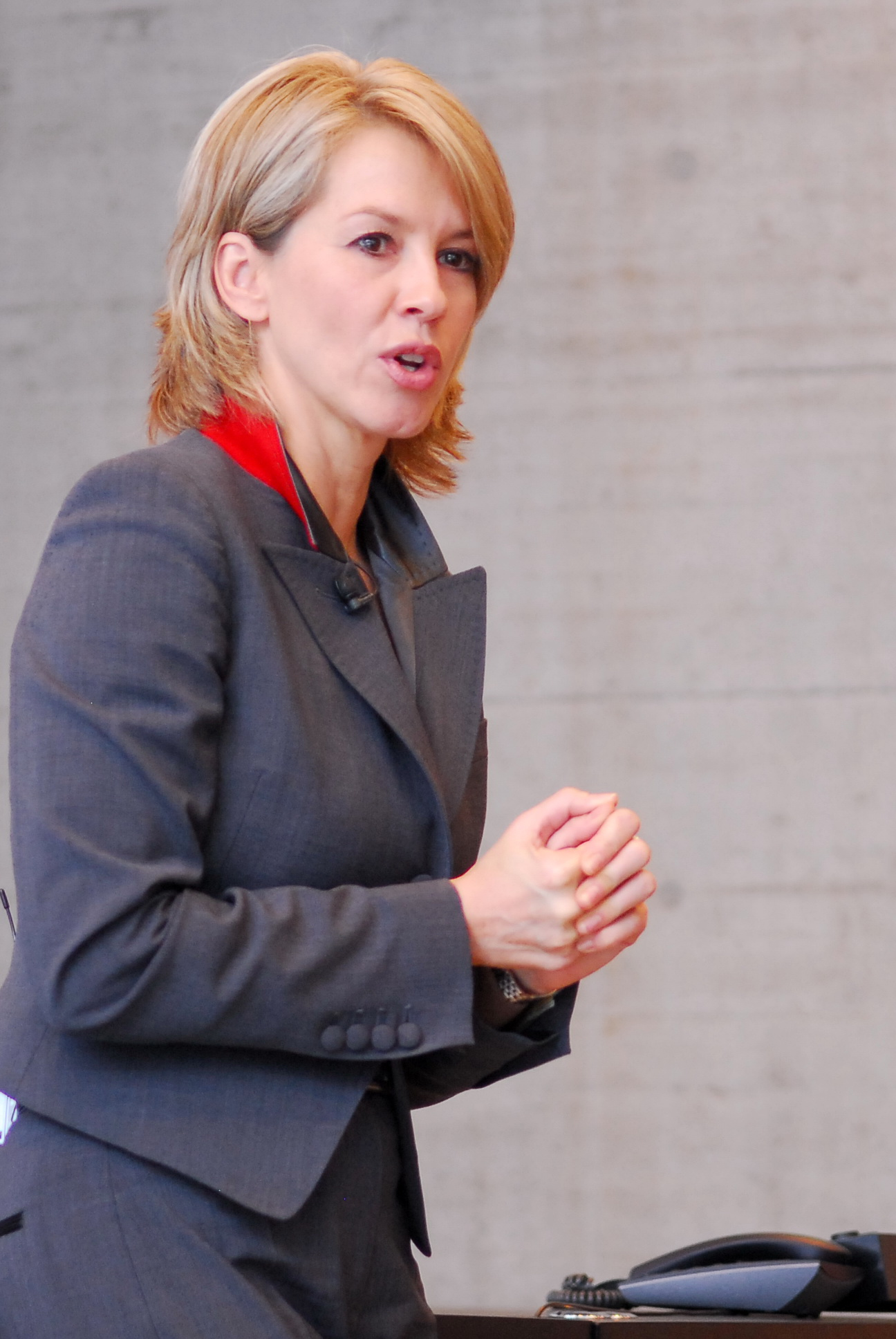
Christine Maier (2009)

Christine Maier (1992)

Christine Maier (* 23. Mai 1965) ist eine Schweizer Journalistin, Fernsehmoderatorin und Unternehmerin.

## Werdegang
Christine Maier besuchte die Kantonsschule Büelrain in Winterthur und schloss dort 1985 die Matur ab. Danach studierte sie während fünf Semestern Jus bis zur bestandenen Zwischenprüfung und begann danach eine journalistische Ausbildung. 1987 nahm sie ihre Tätigkeit beim Schweizer Fernsehen auf, zunächst bis 1992 als Programmansagerin, ab 1989 als Moderatorin. Von 1991 bis 1998 arbeitete sie als Redaktorin und Moderatorin verschiedener Sendungen des ZDF und des Bayerischen Rundfunks.
2001 kehrte sie als Moderatorin der Diskussionssendung Zischtigsclub zu SF 1 zurück. 2005 sprang sie während des Mutterschaftsurlaubs von Daniela Lager für ein halbes Jahr beim Nachrichtenmagazin 10vor10 ein. Nach dem Rücktritt des langjährigen Club-Chefs Ueli Heiniger 2006 übernahm sie die Redaktionsleitung der Sendung, im November 2011 moderierte sie ihre letzte Sendung für den Club. Anfang August 2011 übernahm sie bei 10vor10 die Nachfolge von Susanne Wille. Am 4. Oktober 2013 moderierte sie letztmals diese Nachrichtensendung bei Schweizer Radio und Fernsehen. Seit dem 1. November 2013 leitet sie als Chefredaktorin den SonntagsBlick. Anfang März 2016 gab Ringier bekannt, dass Christine Maier auf Anfang Mai 2016 die Leitung des SonntagsBlicks abgeben, im Bereich Bewegtbild diverse Aufgaben übernehmen, Moderatoren-Coachings durchführen und eine Gesprächsplattform für Ringier konzeptionieren werde, zu welcher auch eine regelmässig stattfindende, neue Talk-Veranstaltung gehören werde. 2016 verließ Maier den Konzern und machte sich mit einem Beratungsunternehmen selbstständig, der Christine Maier Kommunikation GmbH.
Während zehn Jahren moderierte Maier das Swiss Economic Forum (SEF).
Sie ist verheiratet, lebt getrennt vom Artisten David Dimitri und hat eine erwachsene Tochter und einen erwachsenen Sohn. Ab 2012 war sie mehrere Jahre mit dem Unternehmer Philippe Gaydoul liiert.